# Гірки (Львівський район)
Гі́рки — село в Україні, у Львівському районі Львівської області. Населення становить 119 осіб. Орган місцевого самоврядування - Рава-Руська міська рада.

## Історія
До 1940 року Гірки входили до складу села Потелич.